# Zenáta – Messzáli el-Háddzs repülőtér
A Zenáta – Messzáli el-Háddzs repülőtér (IATA: TLM, ICAO: DAON) Algéria egyik nemzetközi repülőtere, amely Tlemcen közelében található. Éves utasforgalma 131 481 fő (2005).

## Futópályák
A repülőtér futópályái:
- 07/25

## Légitársaságok és úticélok
2025-ben a Zenáta – Messzáli el-Háddzs repülőtérről az alábbi járatok indulnak (Utoljára frissítve: 2025-03-4):
| Légitársaság    | Célállomások                                                                         |
| --------------- | ------------------------------------------------------------------------------------ |
| Air Algérie     | Algiers Szezonális: Lyon, Marseille, Párizs-Charles de Gaulle repülőtér, Párizs–Orly |
| Transavia       | Párizs–Orly Szezonális: Lyon                                                         |
| TUI fly Belgium | Brüsszel                                                                             |
| Volotea         | Marseille                                                                            |

## Forgalom
Az utasforgalom az elmúlt években az alábbi módon változott:
| 2005 | 131 481 |
| 2010 | 137 907 |